# Cirripectes springeri
Cirripectes springeri är en fiskart som beskrevs av Williams, 1988. Cirripectes springeri ingår i släktet Cirripectes och familjen Blenniidae. Inga underarter finns listade i Catalogue of Life.